# Bernard Pictet
 (avril 2021).
Si vous disposez d'ouvrages ou d'articles de référence ou si vous connaissez des sites web de qualité traitant du thème abordé ici, merci de compléter l'article en donnant les références utiles à sa vérifiabilité et en les liant à la section « Notes et références ».
Bernard Pictet est un verrier français.

## Biographie
Bernard Pictet est né le 5 novembre 1953 dans le 14e arrondissement de Paris. Sa mère Louise était pédiatre et son père Théodore François, architecte. Il a d'abord étudié le droit pendant deux ans, puis s'est formé  pendant deux années  également au métier de verrier  auprès de Jean-Gabriel Druet qui lui a cédé son atelier après ses années d’apprentissage.
Il ouvre alors son propre atelier de verre à destination de l'architecture et de la décoration de luxe en 1981 : les Ateliers Bernard Pictet. Si ses techniques et apparences sont d'abord "classiques", il développe rapidement des verres originaux jamais vus. Il puise son inspiration dans le design et l'art contemporain et fait reculer les frontières de la création verrière contemporaine en inventant régulièrement de nouveaux motifs.
Tout au long de sa carrière de créateur Bernard Pictet a toujours privilégié la recherche et l'innovation et, grâce à une veille constante et une grande sensibilité à l'art et à la création contemporaine, a renouvelé le monde du verre décoratif.
Après une carrière consacrée au verre, Il s'est séparé de son atelier qui a été repris par l'entreprise Herige Paris.

## Formation
Il a été professeur à l'École spéciale d'architecture. Il est le président du jury du Meilleur ouvrier de France (MOF) dans la catégorie « verre décoratif » depuis 1998.

## Brevets
L'Atelier a déposé deux brevets : 
- Brevet sur la confection de trous ou de cavités, dans la masse de verres lamellés collés en 1999
- Brevet sur le verre « cinétique » en  2005

## Expositions
Il a participé à de nombreuses expositions : 
- Art de vivre à la française, Le Manège, Moscou 2009, en partenariat avec Brigitte Saby
- Art de vivre à la française, Moscou 2012, en partenariat avec Brigitte Saby
- Entreprises du Patrimoine Vivant Roublovka, Moscou 2012
- Art de vivre à la française, New York 2012
- Decorex, Kensington palace, Londres 2012
- AD Intérieurs, Paris 2013
- Salon du Patrimoine, carrousel du Louvre, Paris 2013
- AD intérieurs, Musée des Arts Décoratifs, Paris 2014
- AD collections, Quai d'Orsay, Paris 2015, en partenariat avec Brigitte Saby
- Révélations, Grand Palais, Paris 2013[2], 2015, 2017[3] et 2019[4]
- Monaco Yacht show (exposition collective avec Jouffre, Ludwig & Dominique (ébénistes d'art), Patrice Fochesato (marbrier) et la manufacture des tapis de Bourgogne, 2018
- AD intérieurs avec l'architecte Laura Gonzales, Hôtel de la Bûcherie, Paris, 2018
- AD Matières d'art, au Conseil économique et social, Palais D'Iéna, 2018
- Révélations, sur le stand du tapissier Jouffre, au Grand Palais, 2019
- Matières à l’œuvre, Matière à penser, Manière de faire dans le cadre des JEMA 2021, Galerie des Gobelins, avril - mai 2021
- AD Matières d'art, au Conseil économique et social, Palais D'Iéna,  2021

## Principales réalisations
- Le siège de Louis Vuitton, architecte Ory Gomez, 1996
- La verrière de 10 000 m2 en verre cinétique [5]devant la gare d’Amiens, architecte Claude Vasconi, 2006
- La librairie Taschen à Los Angeles, Architecte Philippe Starck, 2009
- Le lobby et le spa de la Tour Odéon à Monaco, architecte Alberto Pinto, 2016
- Deux portes de la boutique Chaumet place Vendôme, architecte Patricia Grosdemange, 2019
- Hôtel du cheval blanc à la Samaritaine, 2021

## Récompenses
Son entreprise a reçu en 2008 et en 2012 le label Entreprise du patrimoine vivant.
Il est membre du Comité Bellecour depuis 2020
Médaille de bronze de la Ville de Paris, Prix du bâtiment dans la catégorie Métiers d'art de l'Académie d'architecture
Prix MIAW( Muuuz International Awards) 2021 pour "Superposition"